# Se fossi più simpatica sarei meno antipatica
(La sua figura)
Se fossi più simpatica sarei meno antipatica è un album della cantautrice italiana Giuni Russo, pubblicato nel 1994 dall'etichetta discografica EMI.
La versione LP dell'album, pubblicata nel 2019, esordisce alla posizione #3 della classifica vinili della FIMI.
Il disco è tornato a segnalarsi anche nella classifica degli album più venduti - calcolata bilanciando le unità fisiche uscite dai negozi ai download e alla somma degli stream totalizzati sulle principali piattaforme digitali a pagamento - in posizione #66.

## Descrizione
Dopo due anni di assenza dal mercato discografico italiano, Giuni Russo si ripresentò con questo disco un po' autobiografico, cimentandosi nel "canto cabaret" di una poesia di Ettore Petrolini, Fortunello, che dà il titolo al disco.
Brani autobiografici come Se fossi più simpatica sarei meno antipatica rispecchiano, in tutti i sensi, il carattere della Russo. 
Di questo brano è stato realizzato un videoclip musicale, per la promozione del singolo e dell'intero album.
Altro brano autobiografico è Niente senza di te, scritto sempre dal duo Russo-Sisini, con riferimenti alla terra natìa di Giuni, la Sicilia e della casa paterna isolana.
Il vento folle contiene citazioni tratte dal libro "Prima dell'alba" di Henri Thomasson.
Strade parallele (Aria siciliana), che mette in primo piano oggetti e sensazioni rimasti impressi nella mente dell'infanzia di Giuni (i colori, i sapori, i profumi, la fontana), vede infine la collaborazione e interpretazione musicale in duetto con Franco Battiato. Si tratta dell'unico brano scritto ed interpretato interamente in siciliano, cioè nella lingua madre di Giuni Russo.
Il testo di Oceano d'amore è tratto da una xilografia di Gabriele Mandel intitolata "Pesce, anima, oceano".
(Giuni Russo)

## Tracce
1. Se fossi più simpatica sarei meno antipatica (Fortunello) – 4:13 (testo: Giuni Russo, Ettore Petrolini – musica: Maria Antonietta Sisini, Ettore Petrolini)
2. Niente senza di te – 3:52 (testo: Giuni Russo, Maria Antonietta Sisini – musica: Giuni Russo)
3. Il vento folle – 4:15 (Giuni Russo)
4. Dio in esilio – 3:39 (testo: Giuni Russo, Maria Antonietta Sisini – musica: Giuni Russo)
5. La sua figura – 3:37 (testo: Giuni Russo, Maria Antonietta Sisini – musica: Giuni Russo)
6. Strade parallele (Aria siciliana) – 4:14 (testo: Giuni Russo, Maria Antonietta Sisini – musica: Giuni Russo) – feat. Franco Battiato
7. Onde leggere – 3:55 (testo: Giuni Russo, Maria Antonietta Sisini – musica: Giuni Russo)
8. Oceano d'amore – 4:48 (testo: Maria Antonietta Sisini – musica: Giuni Russo)
9. La sposa – 3:20 (testo: Giuni Russo, Davide Tortorella, Maria Antonietta Sisini – musica: Giuni Russo)

### Singolo estratto
- Se fossi più simpatica sarei meno antipatica

## Formazione
- Giuni Russo – voce
- Alessandro Nidi – tastiera, pianoforte
- Graziano Demurtas – chitarra
- Tato Greco – programmazione
- Maurizio Naddeo – violoncello
- Massimo Ferraguti – sassofono soprano
- Clarisse Tunisine – cori